# Niezłomny (film 1958)
Niezłomny (org. Коммунист) – radziecki dramat społeczno-obyczajowy z 1957 roku w reżyserii Julija Rajzmana. Jeden z najgłośniejszych obrazów radzieckiego kina produkcyjnego, pierwszy w karierze jednego z najwybitniejszych aktorów kina radzieckiego lat 60. Jewgienija Urbanskiego.

## Fabuła
Rok 1918, okres rewolucji bolszewickiej w Rosji. Do niedużej wsi Zagory przybywa frontowiec-komunista Wasilij Gubanow, aby pracować na budowie miejscowej elektrowni. Od razu napotyka na wiele trudności, typowych dla pierwszego okresu industrializacji Rosji Radzieckiej. Za miejsce do spania na podłodze u miejscowego chłopa musi wręczyć „łapówkę” w postaci kilku grudek cukru.
Partia, jako zaufanemu człowiekowi, powierza mu stanowisko kierownika budowlanego magazynu. Nie jest to w smak miejscowym kułakom pod wodzą byłego popa Jakowa – dotychczasowego kierownika magazynu. Przed przyjazdem Gubanowa traktowali oni magazyn jako źródło sowitych zysków pochodzących z defraudacji. Gubanow zaprowadza nowe porządki, zwalnia dotychczasową obsadę magazynu wraz z Jakowem i zaczyna prowadzić go w sposób rzetelny. Okazuje się być człowiekiem bez reszty oddanym swojej pracy i ideom partii komunistycznej. Celem pozyskania materiałów niezbędnych do prowadzenia budowy nie waha się nawet udać do Moskwy by na Kremlu spotkać z samym Lenienm. Szybko zyskuje sobie wrogów w postaci kułaków i wszelkiego rodzaju kombinatorów, jednak również uznanie prostych chłopów i robotników. Sytuację dodatkowo komplikuje fakt, że Gubanow zakochuje się z w pięknej Aniucie – żonie gospodarza u którego onegdaj wynajął kąt do spania. Aniuta odwzajemnia uczucie, i szykanowana przez męża i jego popleczników, w końcu porzuca go, rozpoczynając pracę na budowie elektrowni. Mieszka w baraku wraz z innymi niewykwalifikowanymi robotnicami. Ponieważ nie umie nawet czytać i pisać, zapisuje się na wieczorowe kursy. Gubanow spotyka się z nią pewnego wieczora, jednak nie jest świadom jej sytuacji – bez reszty pochłania go praca na budowie.
W tym samym czasie „biali” kontratakują, większość mężczyzn odchodzi na front, a lokalna społeczność głoduje pozbawiona dostaw. Gubanow samotnie wyrusza na poszukiwanie pociągu z mąką, który utkwił gdzieś po drodze. Gdy go odnajduje, okazuje się, że skład stoi z powodu braku węgla. Gubanow chwyta do ręki siekierę i samotnie, wykpiwany przez obsługę składu, zaczyna rąbać drzewa w pobliskim lesie celem uzyskania paliwa dla lokomotywy. Po całej nocy rąbania, nad ranem, zachęcona jego przykładem do wycinki przystępuje również obsługa pociągu. W końcu wyrąbują ilość drzew odpowiednią, aby napalić pod kotłem lokomotywy i uruchomić pociąg. W tym samym czasie Aniuta leży w szpitalu w połogu po urodzeniu dziecka będącego owocem schadzki z Gubanowem. Jest świadkiem wielkiego pożaru będącego wynikiem podpalenia budowy przez ludzi Jakowa (spaleniu ulegają niemal wszystkie drewniane obiekty). Banda Jakowa napada również na pociąg z mąką. Grabieży mienia próbuje  zapobiec Głubow, jednak ginie zastrzelony przez Stiepana – jednego z kułaków i byłego konkurenta Aniuty. Po pogrzebie Gubanowa, Aniuta     z noworodkiem na ręku opuszcza wieś odchodząc ku nowemu życiu.
Cała ta filmowa historia opowiedziana zostaje przez głos zza kadru – syna Aniuty i Wasilija, który po latach wspomina okoliczności spotkania się swoich rodziców.

## Obsada aktorska
- Jewgienij Urbanski – Wasilij Gubanow
- Sofia Pawłowa – Aniuta
- Boris Smirnow – Lenin
- Jewgienij Szutow – Fiodor, mąż Aniuty
- Siergiej Jakowlew – Denis, najbliższy współpracownik Gubanowa
- Walientin Zubkow – kułak Stiepan, zabójca Gubanowa
- Wiktor Kołpakow – były pop Jakow
- Władimir Adlerow – tow. Zimnij
- Iwan Kaszyrin – maszynista
- Arkadij Smirnow – tow. Chramczenko
- Iwan Kowal-Samborski – brodaty robotnik
- Władimir Picek – zawiadowca stacji
- Daniił Nietriebin – maszynista
- Walentina Ananina – Frosia
- Bykadorow Jewgienij – maszynista
- Władimir Fierapontow – wartownik na Kremlu
- Parfionow Nikołaj – działacz partyjny
- Wiaczesław Niewinnyj – robotnik
- Walentina Władimirowa – robotnica
- Izolda Izwicka – sekretarka Lenina

i inni.